# Late Night with David Letterman
Late Night with David Letterman var en pratshow med David Letterman, i det som utvecklats till Late Night-konceptet. Showen sändes i USA på NBC från 1982 till 1993. Pratshowen bytte senare namn till Late Night with Conan O'Brien när Letterman flyttade till CBS och Conan O’Brien tog över på NBC.

## Historia
Redan 1982 började NBC sända Late Night with David Letterman på nätterna, måndag till fredag kl 00.30 lokal tid, direkt efter The Tonight Show. 

### Går miste omThe Tonight Show
År 1992 hade Letterman förhoppningar om att få efterträda den legendariske Johnny Carson som värd för The Tonight Show. Det var ett program som Carson under stora framgångar dagligen lett under trettio år. Den enda konkurrenten till jobbet var kompisen Jay Leno, som under ett par år fungerat som Carsons inhoppare. Letterman var dock Carsons egen favorit till jobbet. Efter stor uppmärksamhet i media och månader av skvaller, gav NBC jobbet som programledare för The Tonight Show till Jay Leno. 

### Lämnar NBC för CBS
Letterman valde 1993 att lämna NBC till förmån för CBS, efter att ha fått ett mycket lukrativt kontrakt med detta bolag. Större delen av de anställda följde med honom. Med följde också populära segment i showen, såsom "The Top 10 List", "Viewer Mail" (fast nu omdöpt till "CBS Mailbag"), "Stupid Pet Tricks" och "Stupid Human Tricks". 
På CBS fick Letterman sända på samma tid som NBC:s Tonight Show, måndag–fredag 23.30 lokal tid. På CBS har Lettermans program gått under namnet The Late Show with David Letterman. Under de första åren låg Letterman före Jay Leno i tittarmätningarna, men de vände sedan till Lenos fördel. Letterman har en ironisk och ibland absurd humor som ofta får positiv uppmärksamhet av kritiker, medan Lenos mer folkliga humor visat sig mer publikvänlig i längden.